# Haapasaari (ö i Kajanaland, Kajana, lat 64,44, long 27,45)
Haapasaari är en ö i Finland. Den ligger i sjön Kivesjärvi och i kommunen Paldamo i den ekonomiska regionen  Kajana ekonomiska region  och landskapet Kajanaland, i den centrala delen av landet, 500 km norr om huvudstaden Helsingfors. Öns area är 3,1 hektar och dess största längd är 320 meter i sydöst-nordvästlig riktning.